# Red Storm Entertainment
Red Storm Entertainment (anche Ubisoft Red Storm) è uno studio sviluppatore di videogiochi statunitense fondato nel 1996. Lo studio è specializzato nello sviluppo di videogiochi per computer e console basati sui racconti di Tom Clancy. Lo studio si trova a Morrisville (Carolina del Nord).

## Storia
Nel 1985 Tom Clancy pubblicò il libro La grande fuga dell'Ottobre Rosso, un libro che lo rese famoso come scrittore. Poco dopo incontrò il capitano della Marina britannica Doug Littlejohns e collaborò con il capitano per la stesura del suo libro Uragano rosso. Nel 1996 Clancy decise di entrare nel settore dei divertimenti digitali e contattò Littlejohns per fondare una società apposita. Littlejohns divenne presidente e CEO della società.
In quel periodo la società era posseduta anche dalla Virtus Corporation. Dopo un accordo con la Pearson PLC Red Storm nel novembre 1997 pubblicò il suo primo titolo, Tom Clancy Politika, un videogioco tipo RisiKo con allegato un racconto di Clancy.
Il secondo videogioco della società fu Tom Clancy's Rainbow Six, il primo episodio della fortunata serie Rainbow Six. Poco dopo il rilascio del gioco Clancy presentò un libro con lo stesso titolo. Nel 2000 Ubisoft acquisì la società e la trasformò in una sua controllata. Con l'abbandono di Littlejohns, Steve Reid divenne il nuovo direttore.

## Videogioco sviluppati

### Computer
- Tom Clancy's Politika — (1997)
- Dominant Species — (1998)
- Tom Clancy's ruthless.com — (1998)
- Tom Clancy's Rainbow Six — (1998)
  - Rainbow Six: Eagle Watch — (espansione; 1999)
- Tom Clancy's Rainbow Six: Rogue Spear — (1999)
  - Rainbow Six: Rogue Spear: Urban Operations — (espansione; 2000)
  - Rainbow Six: Rogue Spear: Covert Ops — (espansione; 2000)
  - Rainbow Six: Rogue Spear: Black Thorn — (espansione; 2001)
- Force 21 — (1999)
- Bang! Gunship Elite — (2000)
- Shadow Watch — (2000)
- Tom Clancy's Ghost Recon — (2001)
  - Ghost Recon: Desert Siege — (espansione; 2002)
  - Ghost Recon: Island Thunder — (espansione; 2002)
- The Sum of All Fears — (2002)
- Tom Clancy's Rainbow Six 3: Raven Shield  — (2003)
  - Tom Clancy's Rainbow Six 3: Athena Sword — (espansione; 2004)
- Tom Clancy's Rainbow Six: Lockdown — (2005)

### Console
- Tom Clancy's Rainbow Six — (N64, PlayStation 1999), (Dreamcast 2000)
- Tom Clancy's Rainbow Six: Rogue Spear — (Dreamcast 2000), (PlayStation 2001)
- The Sum of All Fears — (GameBoy Advance, GameCube 2002)
- Tom Clancy's Ghost Recon — (PlayStation, Xbox 2002), (GameCube 2003)
- Tom Clancy's Ghost Recon: Island Thunder — (Xbox 2003)
- Tom Clancy's Ghost Recon: Jungle Storm — (PlayStation 2 2004)
- Tom Clancy's Ghost Recon 2 — (PlayStation 2, Xbox 2004) (GameCube 2005)
- Tom Clancy's Ghost Recon 2: Summit Strike — (Xbox 2005)
- Tom Clancy's Ghost Recon Advanced Warfighter — (Xbox 360, 2006)
- Tom Clancy's Rainbow Six 3 — (Xbox, Playstation 2, GameCube 2003)
- Tom Clancy's Rainbow Six 3: Black Arrow — (Xbox 2004)
- Tom Clancy's Rainbow Six: Lockdown — (PlayStation 2, Xbox, GameCube 2005)
- Tom Clancy's Ghost Recon Advanced Warfighter 2 — (Xbox 360 2007)
- America's Army: True Soldiers — (Xbox 360 2007)